# Неводовський Петро Вікторович
Петро Вікторович Неводовський (12 травня 1952, Київ — 16 грудня 2022, Київ) — український науковець у галузі астрономічного й космічного приладобудування, астрофізик. Кандидат фізико-математичних наук (2003). Розробник приладів для спостережної бази на плато Майданак та телескопу-рефлектору АЗТ-2, проєктувальник поляриметричних приладів.
Протягом 40 років — інженер-конструктор та науковий співробітник Головної астрономічної обсерваторії (1976—1982; 1988—2022). Автор майже 100 наукових робіт, декількох авторських свідоцтв на винаходи. Учень професорів Клима Чурюмова та Олександра Мороженка.

## Життєпис
Народився 12 травня 1952 року в Києві.
У 1976 році закінчив кафедру приладів точної механіки приладобудівного факультету Київського політехнічного інституту (КПІ). Учень, зокрема, професорів Олександра Трубенка та Михайла Захаріна. Відтоді ж — інженер-конструктор Головної астрономічної обсерваторії (ГАО). З 1982 року — старший інженер Інституту проблем матеріалознавства АН УРСР.
У 1988 році повернувся до ГАО, пізніше обійняв посаду старшого наукового співробітника відділу фізики тіл Сонячної системи (пізніше — фізики субзоряних і планетних систем). Став учнем та послідовником професорів Клима Чурюмова та Олександра Мороженка. У 1997 році закінчив аспірантуру ГАО за фахом «Геліофізика й фізика Сонячної системи».

Могила Петра Неводовського, Байкове кладовище

У 2003 році здобув науковий ступінь кандидата фізико-математичних наук, захистивши дисертацію на тему «Застосування фотоелектричних приймачів випромінювання з арсенід-галій-індієвим фотокатодом при спектрополяриметричних спостереженнях планет».
Працював у ГАО до кінця життя. Помер у 70-річному віці 16 грудня 2022 року. Був кремований, прах похований у колумбарії Байкового кладовища, біля центрального входу.

## Наукова діяльність
Автор майже 100 наукових робіт, декількох авторських свідоцтв на винаходи. Розробник приладів для спостережної бази на плато Майданак (Узбекістан) та телескопу-рефлектору АЗТ-2, проєктувальник поляриметричних приладів та техніки для, зокрема, поляризаційних спостережень.
Співпрацював із колегами з КПІ, у спільній роботі створив низку статичних та фільтрових поляриметрів. Досліджував матеріали металокераміки, розробляв космічні експерименти.
Як послідовник наукової школи професора Клима Чурюмова, вперше на практиці реалізував його ідею про створення мобільних астрономічних обсерваторій.

## Науковий доробок (частковий)
- Парусимов В. Г., Неводовский П. В., Полянский А. В., Заец Н. К., Бабичев А. А. Устройство контроля ввода на ЭЛТ с темновой записью для системы цифровой обработки изображения // Астрометрия и астрофизика. — 1984. — вып.52. — C. 47-49.
- Неводовский П. В., Бакун О. В., Белобородов Л. Н. и др. Влияние среды на температурные зависимости прочности сплава КТС // Порошковая металургія. 1992. № 6. С. 80-83
- Неводовский П. В., Сосонкин М. Г., Фоменко А. А. Температурные исследования шумовых характеристик ФЭУ-157 в одноэлектронном режиме // Кинематика и физика небес. 1993. T.9. № 2. С. 80-83
- Неводовский П. В, Еременко С. Н., Кулик А. А. и др. Фотометрическая головка для астрономического спектрофотополяриметра // Приборы и техника эксперимента. 1993. № 3. С. 242—243.
- Неводовский П. В. Применение фотоприёмников типа «квантакон» в астрономических исследованиях // Тезисы докладов Фотометрия и её метрологическое обеспечение, ВНИИОФИ. — Москва. — 1999. — С. 15-17.
- Неводовский П. В., Видьмаченко А. П. Астрономический спектрополяриметр, работающий в диапазоне длин волн 330—1070 нм. // Тезисы докладов Фотометрия и её метрологическое обеспечение, ВНИИОФИ. — Москва. — 1999. — С. 17-19.
- Применение фотоэлектронных приемников излучения с арсенид-галлий-индиевым фотокатодом при спектрополяриметрических наблюдениях планет : дис. канд. физ.-мат. наук: 01.03.03 / НАН Украины, Гл. астрон. обсерватория. - К., 2002. - 131 л.
- Астрономічний спектрополяриметр для дистанційного вивчення оптичних та фізичних параметрів тіл сонячної системи / А. П. Відьмаченко, П. В Неводовський, А. М. Бардаш // Вісник НТУУ «КПІ». Приладобудування: збірник наукових праць. — 2003. — Вип. 25. — С. 45–52.
- Цифровий панорамний поляриметр для дистанційного дослідження оптичних і фізичних параметрів небесних об'єктів / А. П. Відьмаченко, О. С. Делець, П. В. Неводовський, В. М. Андрук // Вісник НТУУ «КПІ». Приладобудування: збірник наукових праць. — 2003. — Вип. 26. — С. 12–18.
- Засоби модуляції поляризованого світла в астрономічній апаратурі / А. П. Відьмаченко, М. Д. Гераїмчук, В. І. Дубiнець, Є. П. Неводовський, П. В. Неводовський, С. Ф. Петренко // Вісник НТУУ «КПІ». Приладобудування: збірник наукових праць. — 2004. — Вип. 27. — С. 61–66.
- Неводовский П. В., Мороженко А. В., Гераимчук М. Д. Изучение характеристик аэрозоля стратосферы Земли методом ультрафиолетовой поляриметрии // Оптика и спектроскопия. 2009. T. 107. № 2. С. 231—235.
- Метод і пристрій контролю за змінами стану поляризації сонячного випромінювання, відбитого від озонового шару стратосфери Землі / М. Д. Гераїмчук, Ю. П. Куреньов, П. В. Неводовський, О. В. Мороженко, В. Б. Сергунін // Наукові вісті НТУУ «КПІ»: міжнародний науково-технічний журнал. — 2012. — № 6(86). — С. 121—126.
- Про застосування ультрафіолетової поляриметрії для супутникових досліджень стратосферного аерозолю Землі / О. В. Мороженко, П. В. Неводовський, А. П. Відьмаченко, М. Д. Гераїмчук, О. В. Івахів, О. С. Делець // Український метрологічний журнал. — 2014. — № 2. — С. 27-32.
- Вибір та застосування фотоприймачів до бортового ультрафіолетового піко поляриметра для дослідження стратосфери землі / Гераїмчук М. Д., Неводовський П. В., Відьмаченко А. П., Збруцький О. В. // XIX Міжнародна науково-технічна конференція «Приладобудування: стан і перспективи», 13-14 травня 2020 р. Київ, Україна: збірник матеріалів конференції. — Київ: КПІ ім. Ігоря Сікорського, 2020. — С. 58-59.
- Застосування поляриметрії для дослідження атмосфери Венери з керованої платформи / Гераїмчук М. Д., Неводовський П. В., Відьмаченко А. П., Павленко Я. В., Стєклов О. Ф. // XIX Міжнародна науково-технічна конференція «Приладобудування: стан і перспективи», 13-14 травня 2020 р., Київ, Україна: збірник матеріалів конференції. — Київ: КПІ ім. Ігоря Сікорського, 2020. — С. 59-60.
- Нетрадиційне застосування черв'ячної передачі у механічних приводах / Неводовський П. В., Гераїмчук М. Д., Неводовський В. П., Відьмаченко А. П. // XX Міжнародна науково-технічна конференція «Приладобудування: стан і перспективи», 18 — 19 травня 2021 р., Київ, Україна: збірник матеріалів конференції. — Київ: КПІ ім. Ігоря Сікорського, 2021. — С. 73.
- Щодо підготовки космічного експерименту з дистанційного дослідження стратосферного аерозолю землі / Неводовський, П. В., Відьмаченко, А. П., Овсак, О. С., Гераїмчук, М. Д., Збруцький, О. В., Івахів, О. В., Кочан, Р. В. // XXI Міжнародна науково-технічна конференція «Приладобудування: стан і перспективи», 17–18 травня 2022 р., Київ, Україна: збірник матеріалів конференції. — Київ: КПІ ім. Ігоря Сікорського, 2022. — С. 81-83.